# Campionati mondiali juniores di pattinaggio di figura 2012
I Campionati mondiali juniores di pattinaggio di figura 2012 si sono svolti a Minsk, in Bielorussia , dal 27 febbraio al 4 marzo. È stata la 37ª edizione del torneo, organizzato dalla International Skating Union.

## Podi
| Evento              | Oro                                  | Argento                           | Bronzo                              |
| Singolare maschile  | Yan Han                              | Joshua Farris                     | Jason Brown                         |
| Singolare femminile | Julija Lipnickaja                    | Gracie Gold                       | Adelina Sotnikova                   |
| Coppie              | Sui Wenjing / Han Cong               | Yu Xiaoyu / Jin Yang              | Vasilisa Davankova / Andrej Deputat |
| Danza               | Viktorija Sinicina / Ruslan Žiganšin | Aleksandra Stepanova / Ivan Bukin | Alexandra Aldridge / Daniel Eaton   |